# 어깨밑신경
어깨밑신경(subscapular nerves) 또는 견갑하신경(肩胛下神經)은 다음을 가리킬 수 있다.
- 위어깨밑신경
- 아래어깨밑신경
- 가슴등신경

어깨밑신경들은 팔신경얼기의 뒤다발에서 나온다. 어깨뼈를 움직이는 근육들에 분포한다. 위어깨밑신경은 직접 가시위근의 위쪽 부분에 닿아 분포한다. 아래어깨밑신경은 두 가지를 내어 한 가지는 가시위근의 아래쪽 부분에, 다른 하나는 큰원근에 닿는다.
중간어깨밑신경으로도 불리는 가슴등신경도 팔신경얼기 뒤다발에서 나온다. 가슴등신경은 넓은등근에 분포한다.